# (33216) 1998 FW96
1998 FW96 (asteroide 33216) é um asteroide da cintura principal. Possui uma excentricidade de 0.24648030 e uma inclinação de 11.38592º.
Este asteroide foi descoberto no dia 31 de março de 1998 por LINEAR em Socorro.